# María Guggiari Echeverría
María Felicia Guggiari Echeverría (ur. 12 stycznia 1925 w Villarrica del Espíritu Santo, zm. 28 kwietnia 1959 w Asunción) – paragwajska karmelitanka, Błogosławiona Kościoła katolickiego.

## Biografia
Urodziła się 12 stycznia 1925 jako najstarsze dziecko Ramóny Guggiari i Arminda Echeverría. 28 lutego 1928 w katedrze w Villarrica przyjęła sakrament chrztu. W wieku 16 lat wstąpiła do Akcji Katolickiej. Pracowała jako katechetka, a także zajmowała się osobami chorymi i starszymi. W wieku 30 lat wstąpiła do klasztoru karmelitanek bosych w Asunción, przyjmując imię zakonne Maria Felicja od Jezusa Eucharystycznego. Zmarła 28 kwietnia 1959 w wyniku zapalenia wątroby i została pochowana na cmentarzu w Asunción. W 1993 roku jej ciało zostało przeniesione do kaplicy Karmelu.
17 lipca 1997 rozpoczął się jej proces beatyfikacyjny, zaś 27 marca 2010 papież Benedykt XVI podpisał dekret o heroiczności jej cnót. 6 marca 2018 papież Franciszek podpisał dekret o cudzie, dokonanym za jej wstawiennictwem. Cudem tym było uzdrowienie noworodka z zatrucia mazią płodową i niedotlenienia okołoporodowego. 23 czerwca 2018 w Asunción nastąpiła jej beatyfikacja.